# 阮福綿㝗
阮福綿㝗（越南语：／，1826年2月27日—1863年8月24日），越南阮朝明命帝第三十一子，生母麗嬪阮氏翠竹。
明命七年正月二十一日（1826年2月27日），阮福綿㝗在順化皇城出生。性格恬淡，學業有成。明命二十一年（1840年）正月，受封為山靜郡公（越南语：／）。嗣德十六年七月十一日（1863年8月24日），阮福綿㝗去世，壽三十八歲，賜諡和厚。葬於承天府香水縣居正總楊春社，在香水縣安舊總安舊社西建祠祭祀。

## 子女
阮福綿㝗有7子11女。後裔按御賜雨字部起名。
- 長子阮福洪霆，襲封畿外侯。
  - 孫阮福膺霳，襲封奉國卿。